# Szjarhej Mikalajevics Rumasz
Szjarhej Mikalajevics Rumasz (beloruszul: Сяргей Мікалаевіч Румас, oroszul: Сергей Николаевич Румас; Homel, 1969. december 1. –) fehérorosz politikus és közgazdász, aki 2018. augusztus 18-tól 2020. június 3-ig Fehéroroszország miniszterelnöke volt.

## Élete
Rumasz Homelben született, de az 1970-es évek elején a családja Minszkbe költözött. A jaroszlavli Katonai Pénzügyi Főiskolát (1990) és a minszki Közigazgatási Akadémiát (1995) végezte el. Az 1990-es évek elején Rumasz egymás után a Belarusz Köztársaság Nemzeti Bankjában több részleg vezetőjeként és magánbankokban dolgozott. 1995-ben a Belaruszbank regionális igazgatója lett, majd később e bank igazgatótanácsának első elnökhelyettese. 2001-ben Rumasz a közgazdaságtudományok kandidátusa címet nyerte el, szakdolgozatának címe "A kereskedelmi bank erőforrás-struktúrájának optimalizálási módjai" volt. 2005-ben a Belagroprombank, egy másik nagy állami tulajdonú fehéroroszországi bank élére került.
2010-ben miniszterelnök-helyettes lett az új kormányban, amelyet régi ismerőse, Mihail Uladzimiravics Mjasznyikovics vezetett. A 2011-es pénzügyi válság idején Rumasz felügyelte a strukturális reformok programjának kidolgozását, amelyet Aljakszandr Lukasenka elnök és tanácsadója, Szjahej Tkacsov bírált. Rumasz a privatizációt, a külföldi befektetéseket és az állami vállalatoknak nyújtott kedvezményes hitelek eltörlését szorgalmazta. 2012-ben Aljakszandr Lukasenka kinevezte őt a Belarusz Köztársaság Fejlesztési Bankjának vezetőjévé.
Rumaszt 2018. augusztus 18-án nevezte ki miniszterelnökké Aljakszandr Lukasenka. A rendelet rendelkezett Rumasz kinevezésének utólagos jóváhagyásáról a képviselőházban, de az alkotmány ezzel ellentétes eljárást ír elő. A Szabad Európa Rádió/Szabadság Rádió szerint elődjét, Andrej Kobjakovot ugyanígy nevezték ki.
2011–2019 között Rumasz vezette a fehérorosz labdarúgó-szövetséget és a 2019-es minszki Európa Játékok szervezőbizottságát is.
2020. június 3-án Aljakszandr Lukasenka elnök menesztette a Rumasz-kormányt.
2020. augusztus 16-án a Rumaszhoz tartozó Instagram-fiók a Lukasenka-ellenes tüntetők támogatásáról adott ki üzenetet, és kérte, hogy vonják felelősségre a tüntetőkkel szembeni visszaélésekért felelős személyeket. Rumasz felesége egy fényképet is közzétett, amelyen ő és Rumasz egy épület tetején látható, ahonnan kilátás nyílik a tüntetésekre, egy támogató üzenettel együtt.

## Magánélet
Nős, négy fia van. Feleségével gyermekkoruk óta ismerik egymást. Szeret vadászni, horgászni és focizni.

## Kitüntetések
- Barátságért érdemrend (2014. december 19., Oroszország)
- Kurmet-rend (2015. szeptember 8., Kazahsztán)

## Fordítás
Ez a szócikk részben vagy egészben  a   Syarhey Rumas című angol Wikipédia-szócikk fordításán alapul.  Az eredeti cikk szerkesztőit annak laptörténete sorolja fel. Ez a jelzés csupán a megfogalmazás eredetét és a szerzői jogokat jelzi, nem szolgál a cikkben szereplő információk forrásmegjelöléseként.